# Nao Eguchi
Nao Eguchi (江口 直生 Eguchi Nao?), född 22 mars 1992 i Osaka prefektur, är en japansk fotbollsspelare.
Eguchi började sin karriär 2014 i Ehime FC. 2017 flyttade han till Blaublitz Akita.